# سرفل قليل الثمار
سرفل قليل الثمار (الاسم العلمي:Chaerophyllum oligocarpum) هو نوع من النباتات يتبع جنس السرفل من الفصيلة الخيمية.